# Városligeti Műjégpálya
De ijsbaan van Boedapest, officiële naam Városligeti Müjégpálya en gelegen in het stadspark van Boedapest, werd al in de 19e eeuw gebruikt voor internationale kampioenschappen. De baan werd gebouwd in 1869 en werd een jaar later op 29 januari 1870 in gebruik genomen. In 1909 werd Oscar Mathisen op deze baan voor het eerst Europees Kampioen Allround. In 1968 werd de ijsbaan gerenoveerd waarna in 2011 wederom een renovatie plaatsvond.
In de beginjaren (tot 1926) was de ijsbaan een natuurijsbaan, maar in 1968 werd de baan uiteindelijk omgebouwd tot een 400 meter kunstijsbaan, nadat het sinds 1926 al een 200 meter kunstijsbaan was, die twee jaar later tot 300 meter werd uitgebreid.

## Grote kampioenschappen
- 1895 - EK kunstschaatsen mannen
- 1895 - EK schaatsen allround mannen
- 1909 - EK kunstschaatsen mannen
- 1909 - EK schaatsen allround mannen
- 1929 - EK ijshockey
- 1929 - WK kunstschaatsen vrouwen/paren
- 1935 - WK kunstschaatsen mannen/paren
- 1939 - WK kunstschaatsen mannen/paren
- 1955 - EK kunstschaatsen
- 1963 - EK kunstschaatsen
- 2001 - WK schaatsen allround
- 2012 - EK schaatsen allround

## Galerij

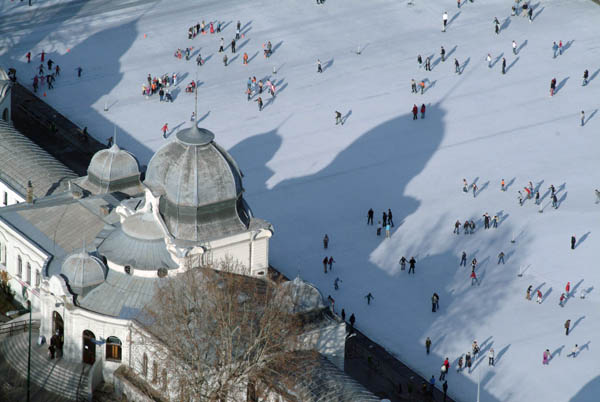
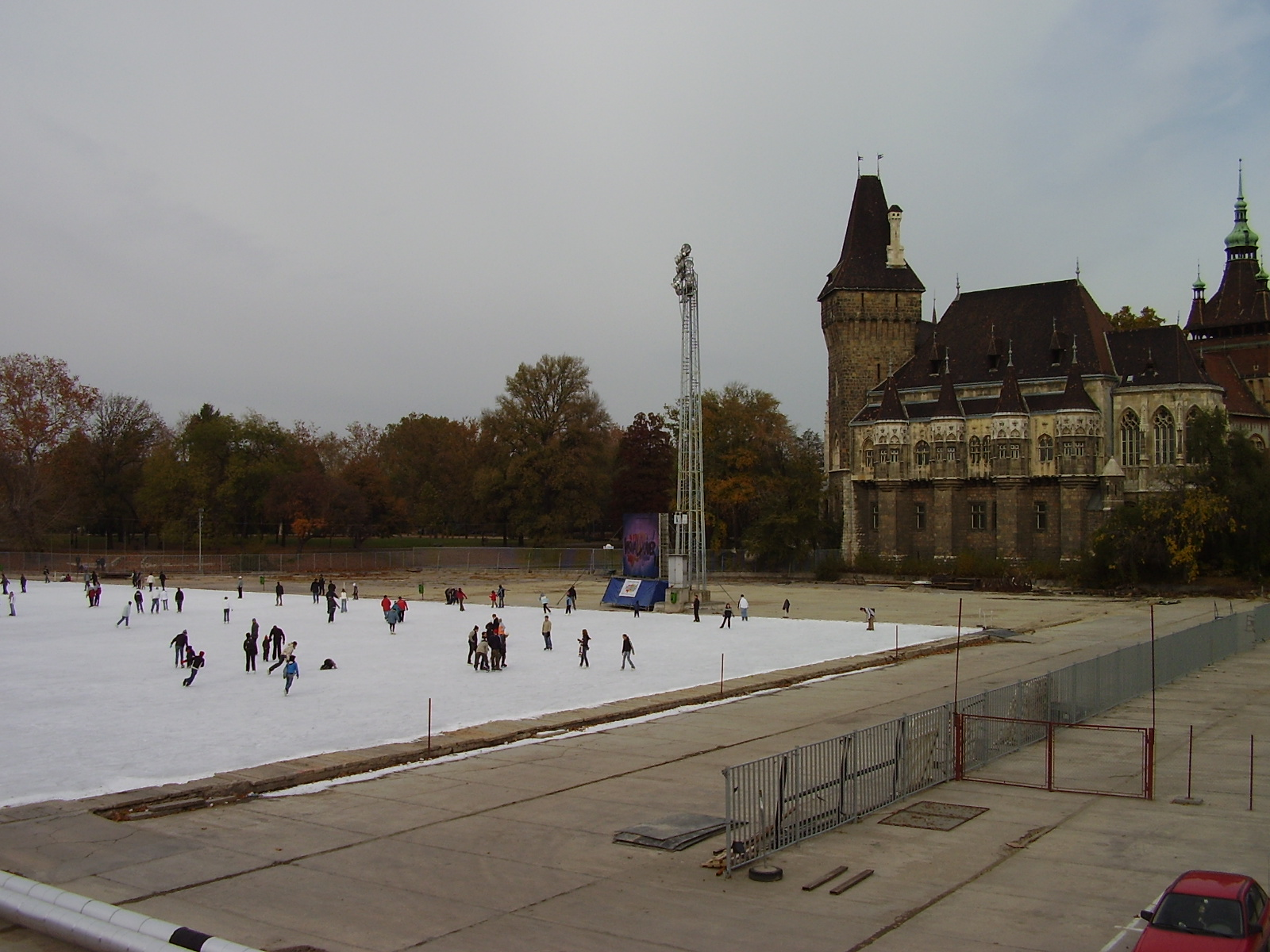
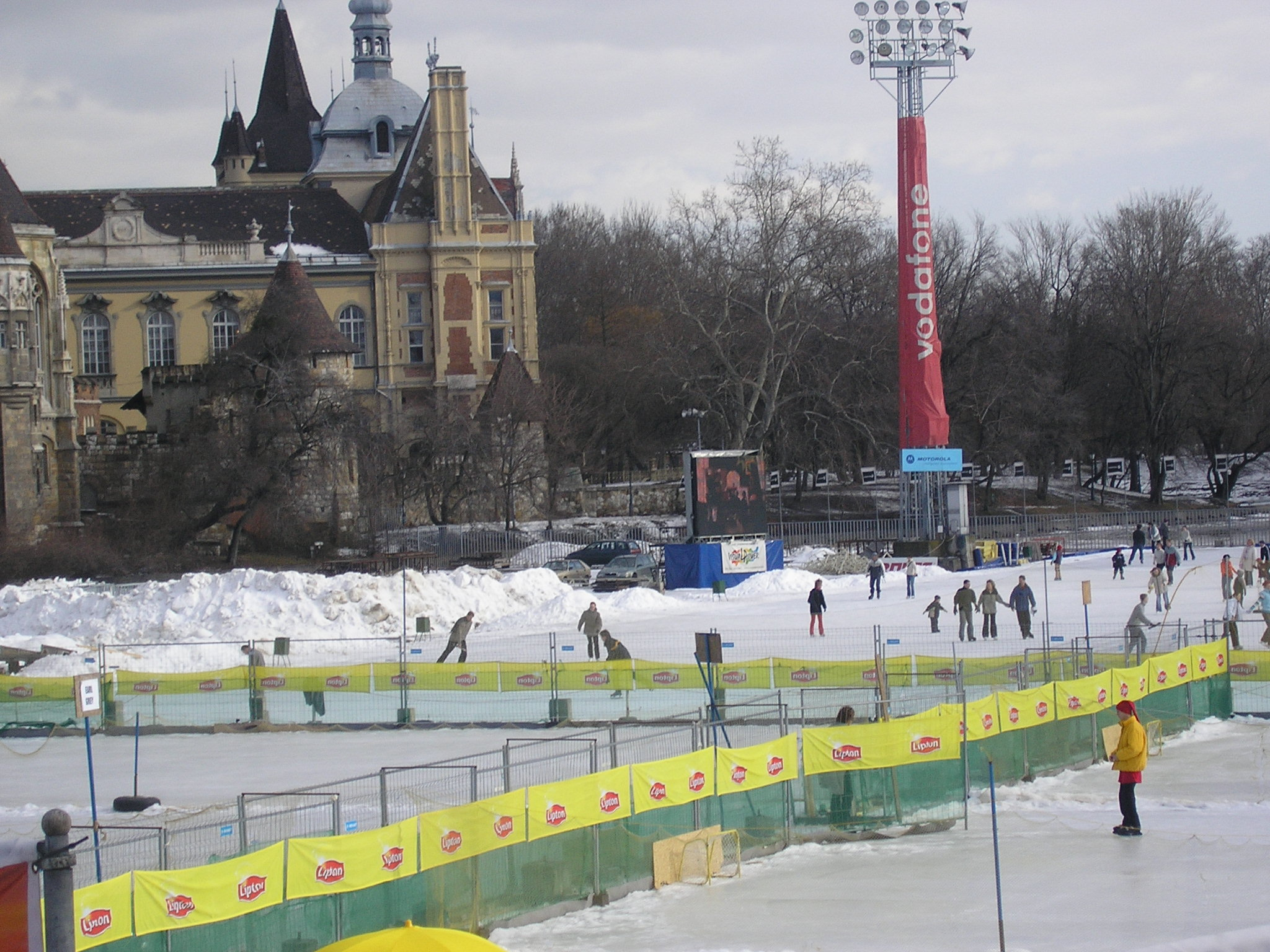

## Baanrecords
| Mannen          | Mannen              | Mannen | Mannen   | Mannen        | Mannen                               |
| Afstand         | Schaatser           | Land   | Tijd     | Datum         | Evenement                            |
| --------------- | ------------------- | ------ | -------- | ------------- | ------------------------------------ |
| 500m            | Konrad Niedźwiedzki | POL    | 36,89    | 07-01-2012    | EK Allround 2012                     |
| 1000m           | Konrád Nagy         | HUN    | 1.15,98  | 04-01-2015    | Nationaal sprintkampioenschap 2015   |
| 1500m           | Konrád Nagy         | HUN    | 1.53,69  | 15-01-2015    | Nationaal allroundkampioenschap 2015 |
| 3000m           | Konrád Nagy         | HUN    | 4.04,51  | 14-01-2015    | Nationaal allroundkampioenschap 2015 |
| 5000m           | Sven Kramer         | NED    | 6.31,82  | 07-01-2012    | EK Allround 2012                     |
| 10.000m         | Bart Veldkamp       | BEL    | 13.44,19 | 11-02-2001    | WK Allround 2001                     |
|                 |                     |        | Punten   |               |                                      |
| Sprintvierkamp  | Zsolt Baló          | HUN    | 152,690  | 27/28-01-2001 | Nationaal sprintkampioenschap 2001   |
| Minivierkamp    | Konrad Niedźwiedzki | POL    | 162,269  | 07/08-12-2002 | Future Champions Trophy              |
| Kleine vierkamp | Konrád Nagy         | HUN    | 160,928  | 14/15-01-2015 | Nationaal allroundkampioenschap 2015 |
| Grote vierkamp  | Sven Kramer         | NED    | 156,197  | 07/08-01-2012 | EK Allround 2012                     |

| Vrouwen         | Vrouwen           | Vrouwen | Vrouwen | Vrouwen       | Vrouwen                            |
| Afstand         | Schaatsster       | Land    | Tijd    | Datum         | Evenement                          |
| --------------- | ----------------- | ------- | ------- | ------------- | ---------------------------------- |
| 500m            | Karolína Erbanová | CZE     | 39,87   | 06-01-2012    | EK Allround 2012                   |
| 1000m           | Krisztina Egyed   | HUN     | 1.24,16 | 27-01-2004    | Nationaal sprintkampioenschap 2004 |
| 1500m           | Anni Friesinger   | GER     | 2.03,38 | 11-02-2001    | WK Allround 2001                   |
| 3000m           | Martina Sáblíková | CZE     | 4.16,09 | 06-01-2012    | EK Allround 2012                   |
| 5000m           | Claudia Pechstein | GER     | 7.21,68 | 11-02-2001    | WK Allround 2001                   |
|                 |                   |         | Punten  |               |                                    |
| Sprintvierkamp  | Krisztina Egyed   | HUN     | 169,625 | 27/28-01-2004 | Nationaal sprintkampioenschap 2004 |
| Minivierkamp    | Tijn Ponjee       | NED     | 174,609 | 02/03-12-2000 | Zoltan Eötvös Memorial             |
| Kleine vierkamp | Anni Friesinger   | GER     | 169,691 | 10/11-02-2001 | WK Allround 2001                   |